# Mohar
Mohar je priimek več znanih Slovencev:
- Alenka Kepic Mohar, dr., glavna urednica Mladinske knjige
- Alojzij Mohar (*1960), policist, pravnik in veteran vojne za Slovenijo
- Andrej Mohar (novinar) (1957—2024), koroškoslovenski novinar in urednik
- Andrej Mohar (*1962), podjetnik, amaterski astronom, soustanovitelj društva Temno nebo Slovenije
- Blaž Mohar (*1989), nogometaš
- Bojan Mohar (*1956), matematik, univ. profesor
- Eda Benčič Mohar (*1958), etnologinja, konservatorka
- Erna Mohar Pilato (1905—1972), baletna plesalka in koreografinja
- Gregor Mohar (*1985), nogometaš
- Janez Mohar, amaterski gledališčnik
- Janez Mohar (*1979), ortoped kirurg
- Jože Mohar, judoist (slov. prvak 1955)
- Jože Mohar, agronom
- Jožica Mohar, glasbena pedagoginja
- Katarina Mohar, umetnostna zgodovinarka
- Kristjan Mohar, nogometaš
- Mateja "Matejči" Mohar, pevka, voditeljica
- Miran Mohar (*1958), likovni umetnik (slikar, scenograf, grafični oblikovalec, član skupin GSSN, Irwin in Novi kolektivizem)
- Peter Mohar (1899—1989), pisec spominov
- Rok Mohar (*1979), kipar, likovni ustvarjalec
- Primož Mohar (*1986), kolesar
- Rudolf Mohar (1909—1990), pesnik, ljudski pisatelj (Loški potok in okolica)
- Valentin Mohar, izseljenski delavec v VB